# Heretic (musikalbum)
Heretic är det amerikanska death metal-bandet Morbid Angels åttonde studioalbum, som gavs ut den 23 september 2003 av Earache Records.
CD-versionen har 44 spår. Enligt intervjuer med Trey, har spårets nummer och varaktighet en mening. Det har gjorts en musikvideo på låten "Enshrined By Grace". Det har släppts flera versioner av albumet. 12" vinyl-versionen kom i en begränsad upplaga och box-versionen innehåller även en extra CD med 18 spår och en sticker.

## Låtförteckning
LP-versionen (12" vinyl)
1. "Cleansed in Pestilence (Blade of Elohim)" – 4:35
2. "Enshrined by Grace" – 4:28
3. "Beneath the Hollow" – 4:21
4. "Curse the Flesh" – 3:36
5. "Praise the Strength" – 5:16
6. "Stricken Arise" – 4:10
7. "Place of Many Deaths" (instrumental) – 4:14
8. "Abyssous" (instrumental) – 1:31
9. "God of Our Own Divinity" – 6:21
10. "Within Thy Enemy" – 3:17
11. "Memories of the Past" (instrumental) – 3:18
12. "Victorious March of Reign the Conqueror" (instrumental) – 2:38
13. "Drum Check" (instrumental) – 2:52
14. "Born Again" (instrumental) – 2:35

Bonusspår på CD-versionen
1. "[tomt spår]" – 0:05
2. "[tomt spår]" – 0:05
3. "[tomt spår]" – 0:05
4. "[tomt spår]" – 0:07
5. "[tomt spår]" – 0:08
6. "[tomt spår]" – 0:06
7. "[tomt spår]" – 0:06
8. "[tomt spår]" – 0:06
9. "[tomt spår]" – 0:07
10. "[tomt spår]" – 0:06
11. "[tomt spår]" – 0:07
12. "[tomt spår]" – 0:05
13. "[tomt spår]" – 0:12
14. "[tomt spår]" – 0:06
15. "[tomt spår]" – 0:09
16. "Inflections" – 1:28
17. "[tomt spår]" – 0:07
18. "[tomt spår]" – 0:08
19. "[tomt spår]" – 1:31
20. "[tomt spår]" – 0:16
21. "Tortured Souls" (instrumental) – 3:50
22. "[tomt spår]" – 0:06
23. "[tomt spår]" – 0:04
24. "[tomt spår]" – 0:04
25. "[tomt spår]" – 0:04
26. "[tomt spår]" – 0:04
27. "Terror of MechaGodzilla Lava" (instrumental) – 0:33
28. "[40 sekunders tystnad] Triplet Lava" (instrumental) – 1:51
29. "DoomCreeper (Beneath the Hollow instrumental)" (instrumental) – 4:30
30. "[10 sekunders tystnad] Laff" (instrumental) – 0:16

Bonusspår (disc 2 på CD box-versionen)
1. "Beneath the Hollow" (instrumental) – 4:25
2. "Curse the flesh" (instrumental) – 3:34
3. Within thy Enemy" (instrumental) – 3:16
4. "God of Our Own Divinity" (instrumental) – 6:13
5. "Praise the Strength" (instrumental) – 5:15
6. "Place of Many Deaths" (instrumental) – 4:06
7. "solo" (instrumental) – 0:23
8. "solo" (instrumental) – 0:16
9. "solo" (instrumental) – 0:16
10. "solo" (instrumental) – 0:36
11. "Summoning Redemption Lava I" (instrumental) – 0:28
12. "Summoning Redemption Lava II" (instrumental) – 0:24
13. "Summoning Redemption Lava III" (instrumental) – 0:28
14. "Ageless, Still I Am Lava I" (instrumental) – 0:38
15. "Faceless, Still I Am Lava II" (instrumental) – 0:24
16. "At One With Nothing Lava I" (instrumental) – 0:30
17. "At One with Nothing Lava II" (instrumental) – 0:32
18. "To the Victor the Spoils Lava" (instrumental) – 0:26

## Medverkande
Musiker (Morbid Angel-medlemmar)
- Pete Sandoval – trummor, piano, keyboard
- Trey Azagthoth – gitarr, gitarrsynth, synthesizer
- Steve Tucker – basgitarr, sång

Bidragande musiker
- Karl Sanders – extra gitarrsolo (på "God of Our Own Divinity")

Produktion
- Juan "Punchy" Gonzalez – producent, ljudmix
- Morbid Angel – producent
- Peter Tsakiris – omslagsdesign
- Marc Sasso – omslagskonst
- Alex Solca – foto